# Romulea antiatlantica
Romulea antiatlantica är en irisväxtart som beskrevs av René Charles Maire. Romulea antiatlantica ingår i släktet Romulea och familjen irisväxter. IUCN kategoriserar arten globalt som akut hotad.
Artens utbredningsområde är Marocko. Inga underarter finns listade i Catalogue of Life.